# Мачизъм
Мачизмът (от испански: macho, „мъжкар“) е поведение на мъжете, доминирано от преувеличена представа за мъжествеността. Често включва демонстрации на стереотипни мъжки качества като физическа и сексуална агресивност, както и пренебрежително отношение към жените, понякога достигащо до мизогиния.